# BMW iX

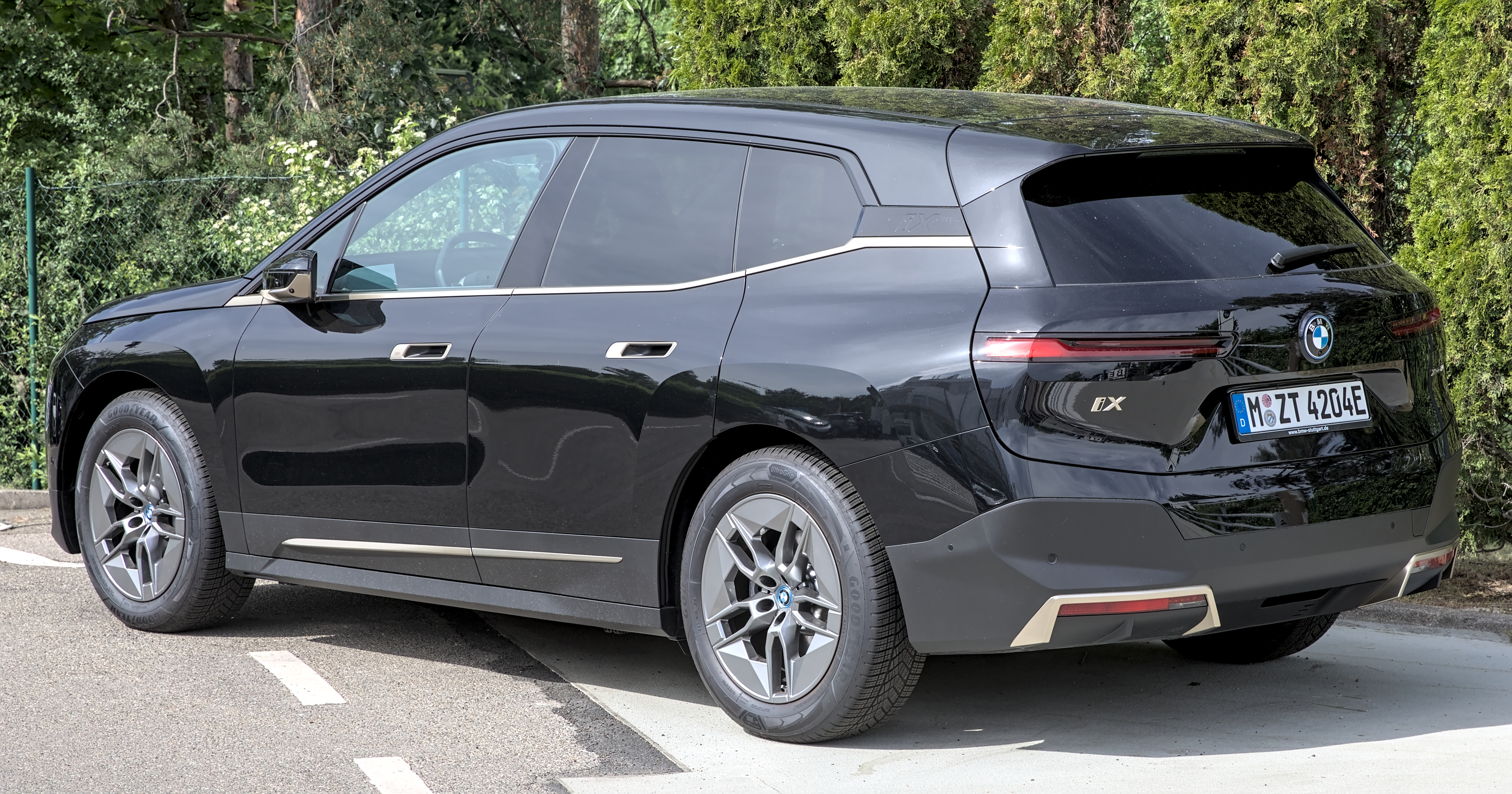
Heckansicht

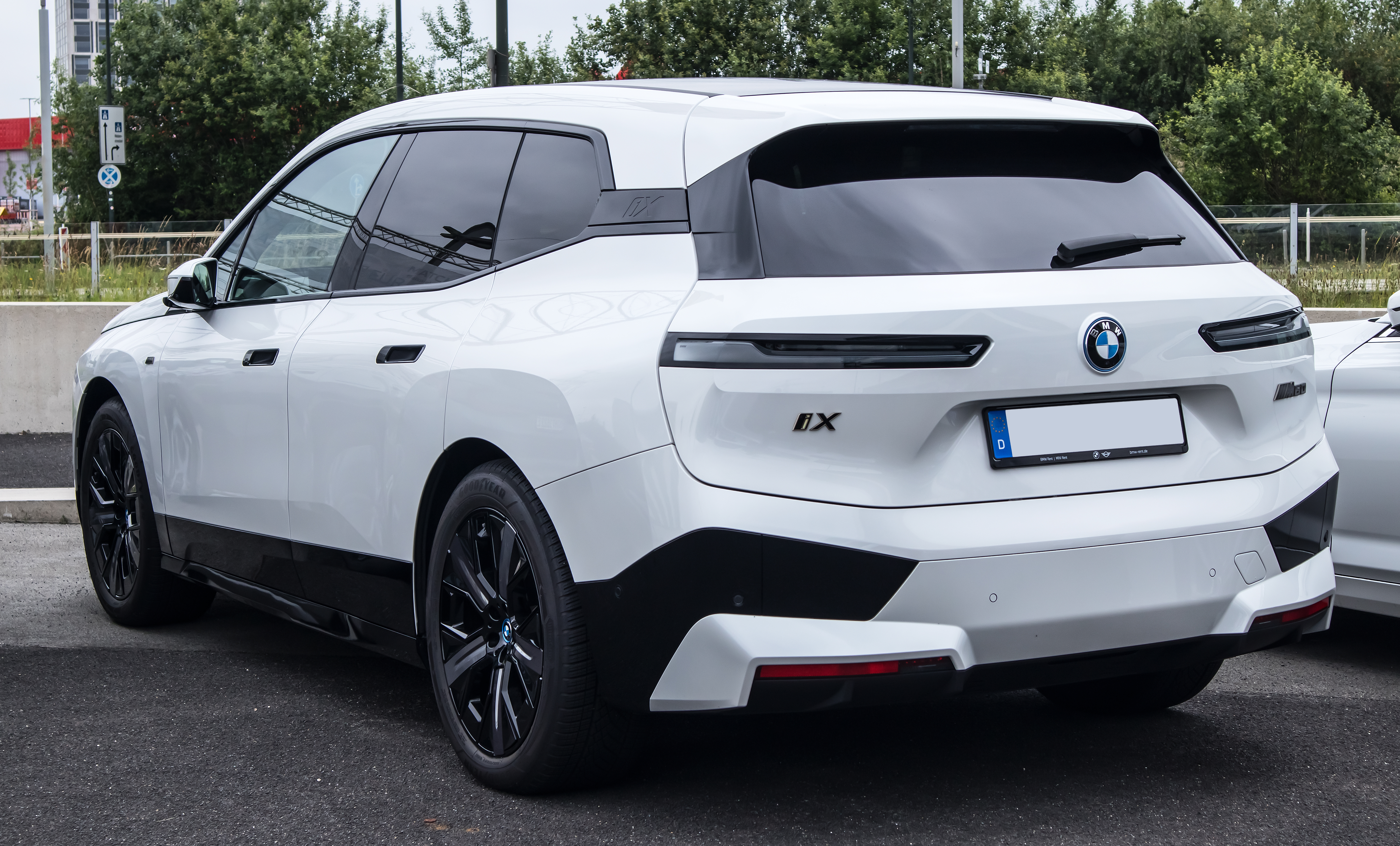
BMW iX M60 (2022–2025)

Der BMW iX (Entwicklungscode: I20) ist ein Elektro-SUV von BMW.

## Geschichte
Ende November 2020 wurden die ersten drei Fahrzeuge in Dingolfing hergestellt und präsentiert, was bezogen auf den Serienstart im vierten Quartal 2021 sehr früh war. Eine entsprechende Studie Vision iNext war bereits im November 2018 auf der LA Auto Show gezeigt worden. Seit Mai 2021 werden die Batteriemodule im BMW-Werk Leipzig gefertigt, seit Juli 2021 läuft in Dingolfing die Serienproduktion des ganzen Fahrzeugs. Auf der Consumer Electronics Show im Januar 2022 präsentierte BMW M die sportlichere M60-Version. Deren Marktstart war im Juni 2022.

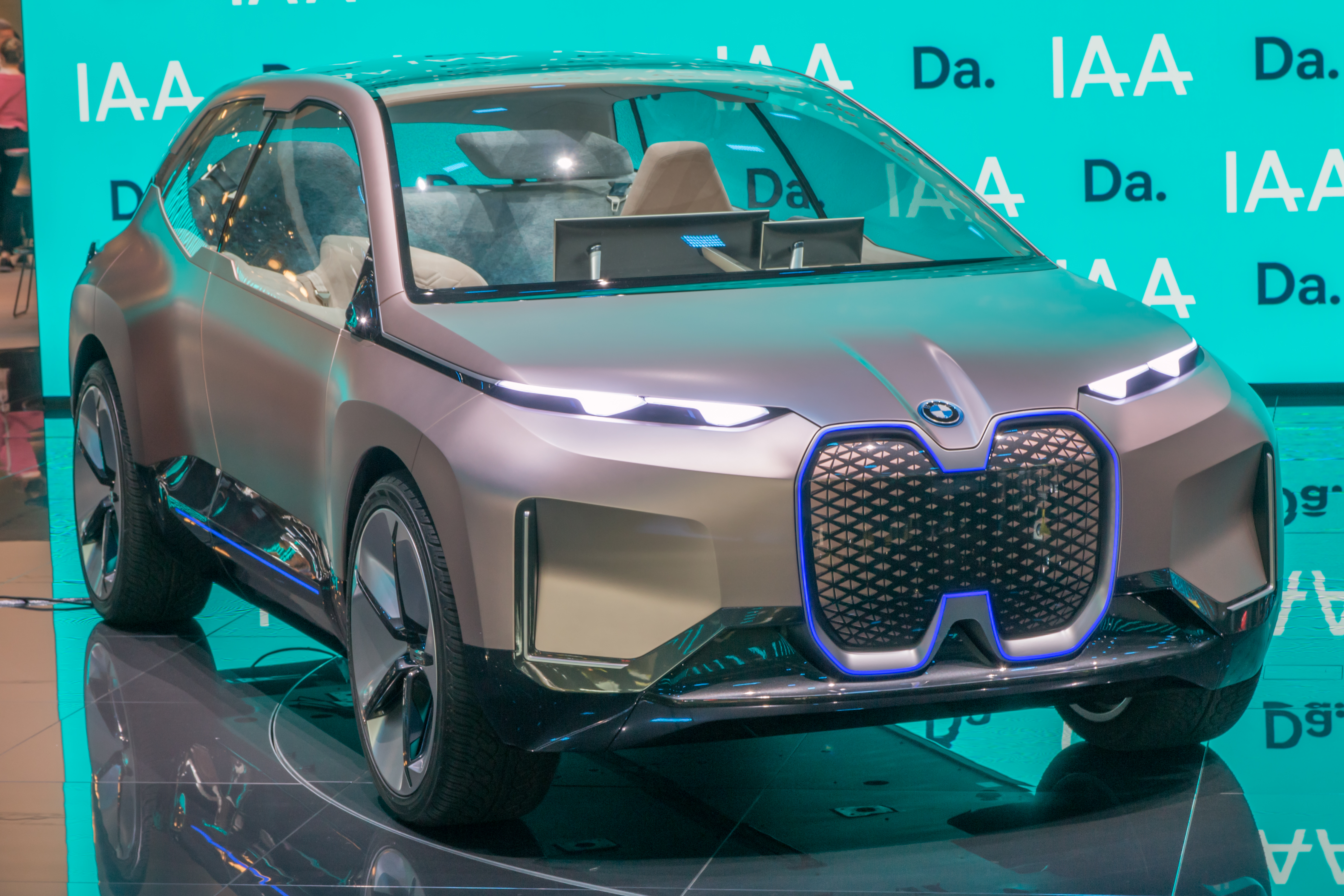
Studie iNext
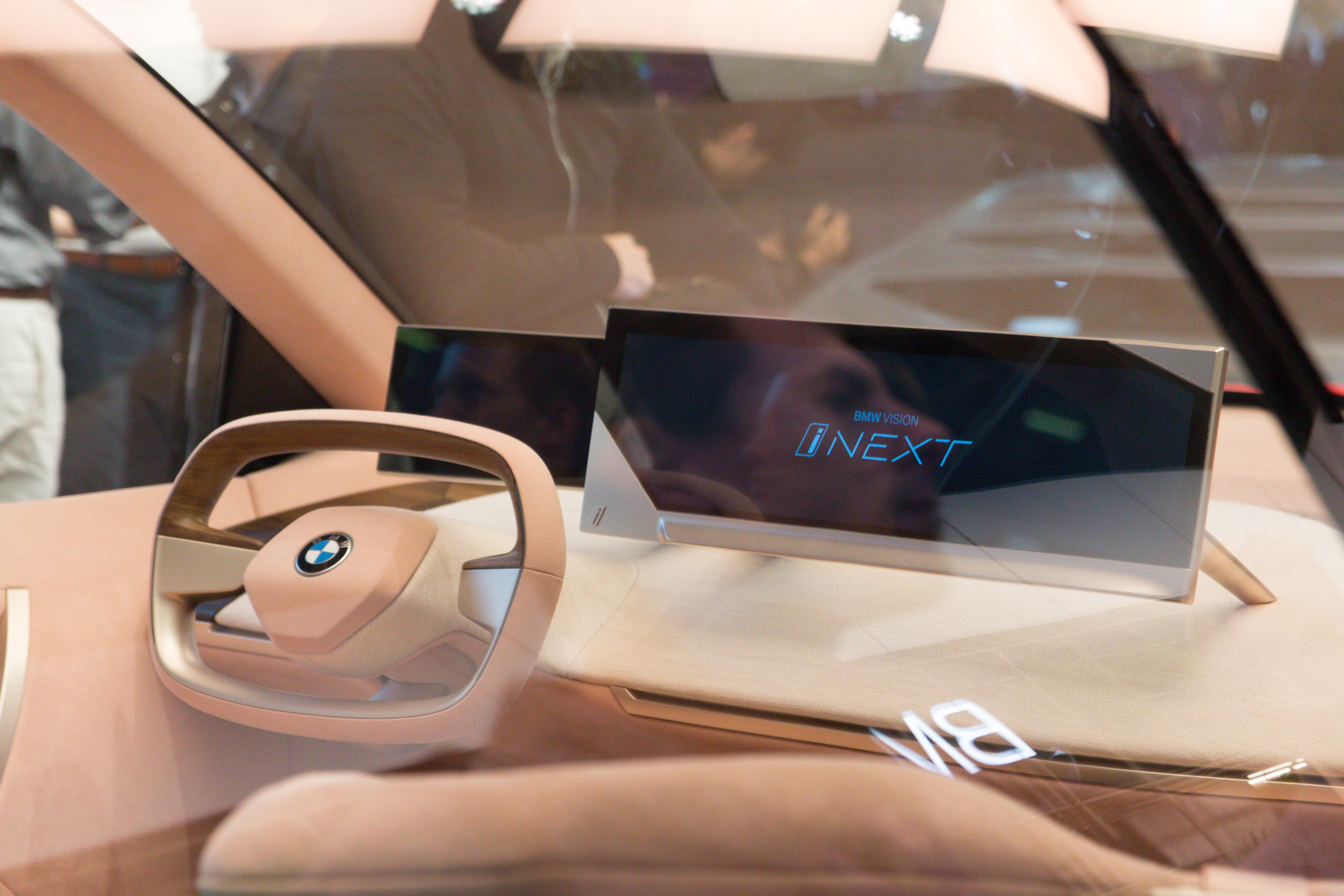
Armaturenbrett der Studie iNext

Ende Januar 2025 zeigte BMW eine Modellpflege: neben einer äußeren Überarbeitung wurde unter anderem die Ladeleistung etwas erhöht und das Fahrwerk an Radlagern (geringerer Rollwiderstand) und Hinterachsträger überarbeitet. Der xDrive60 (bislang xDrive50) hat eine WLTP-Reichweite von bis zu rund 700 km. Auch ein M-Sportpaket sowie ein beleuchteter Rahmen der Niere wird nun lieferbar. Die M-Variante hat nun unter der Bezeichnung M70 eine 30 kW größere Leistung und ein Drehmoment von 1100 Nm. Darüber hinaus wurde die Akkukapazität beim xDrive45 (bislang xDrive40) auf 94,8 kWh gesteigert.

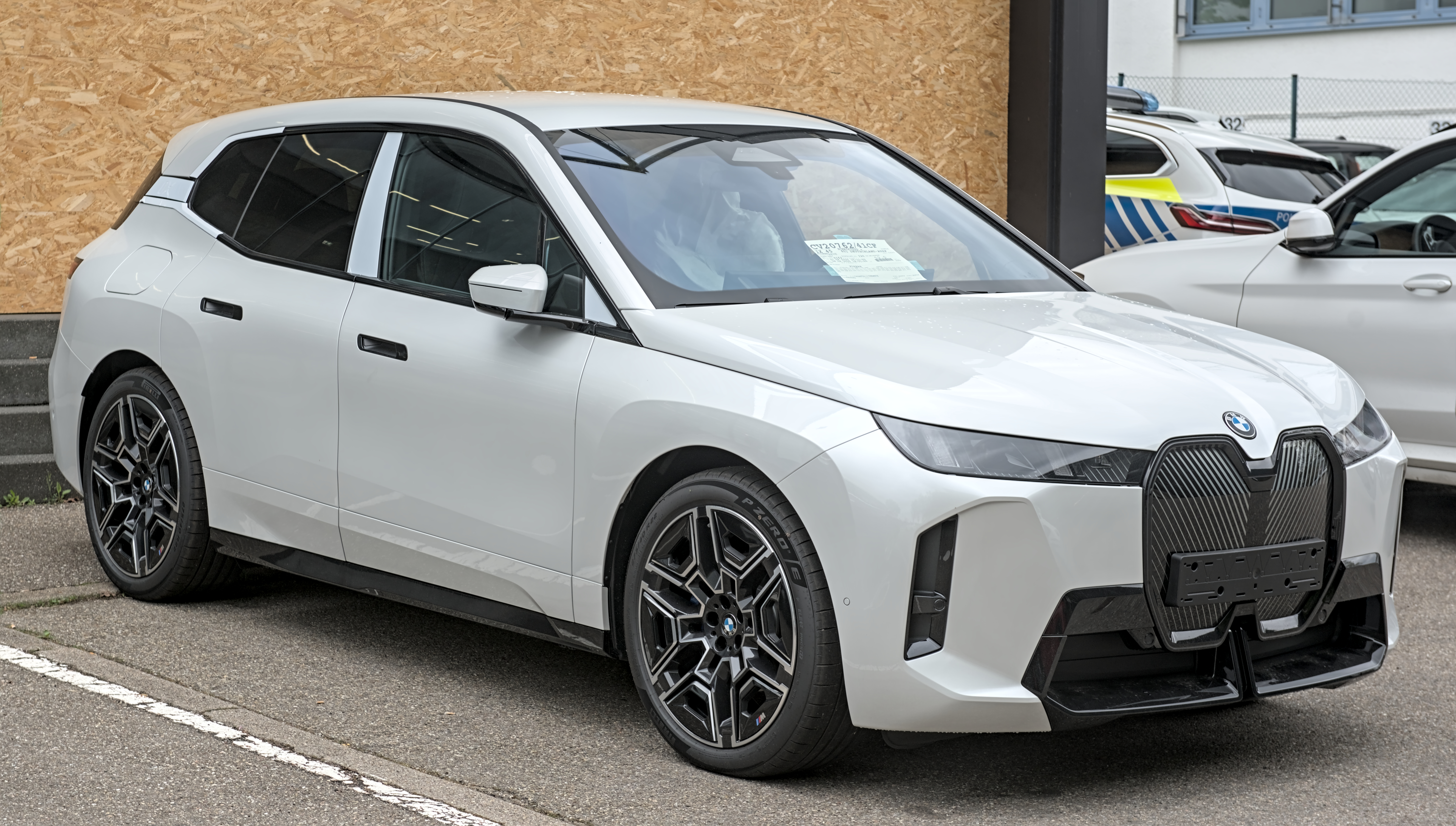
BMW iX (seit 2025)
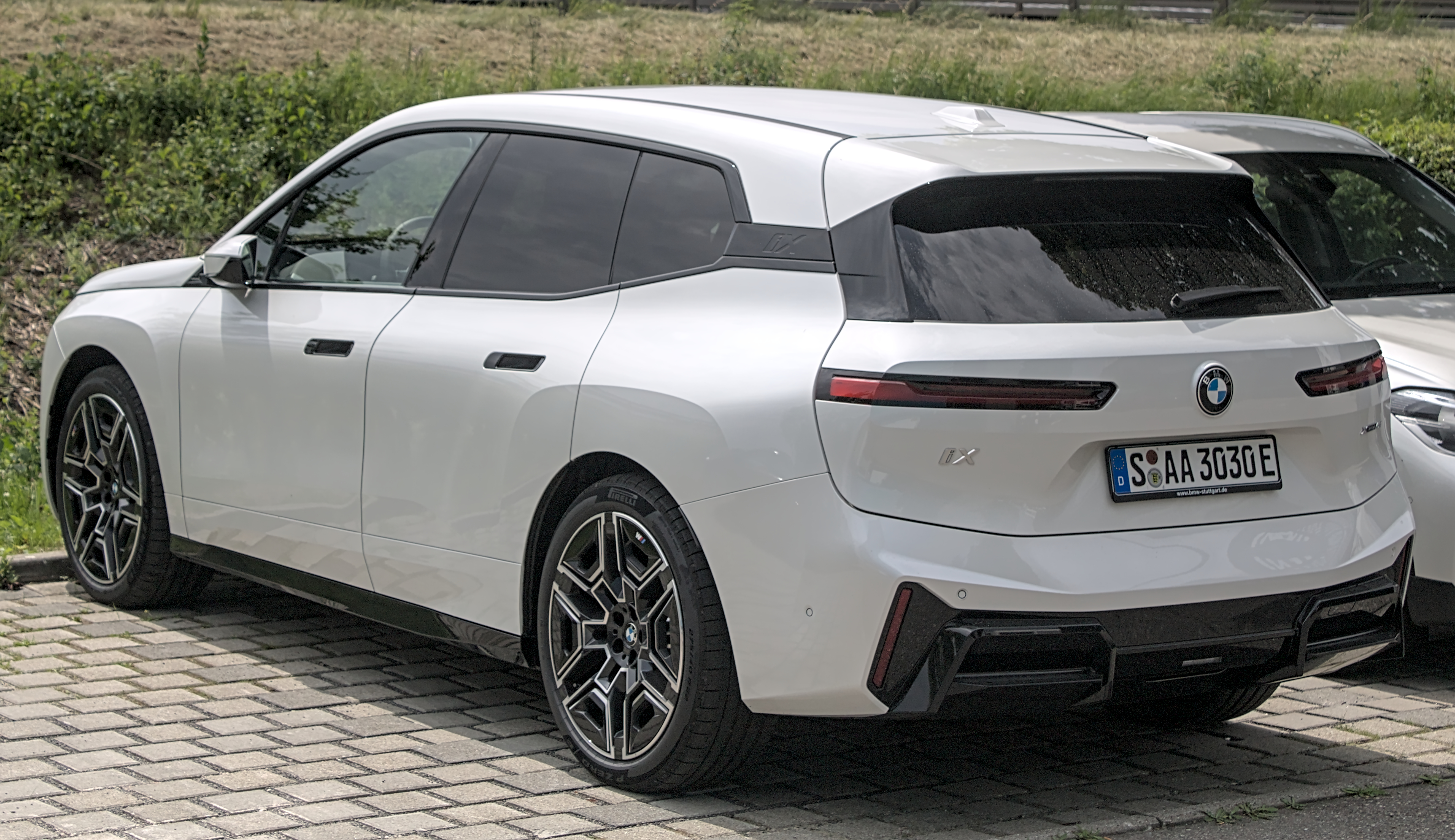
Heckansicht
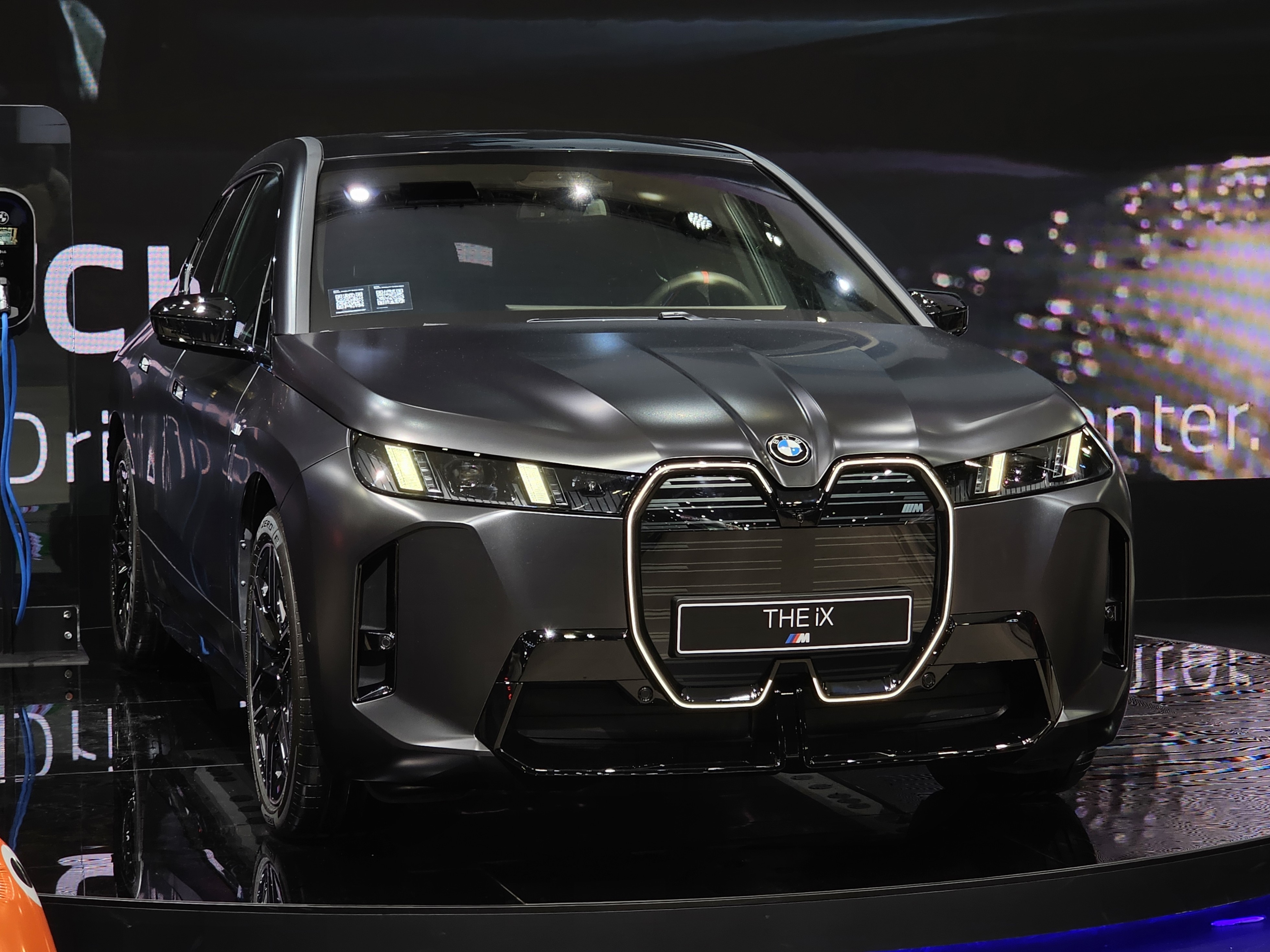
iX M70, Front (seit 2025)

## Technik

### Plattform
Im Gegensatz zu anderen aktuellen Elektrofahrzeugen von BMW steht der iX auf einer eigenständigen Plattform, nutzt aber die von BMW als HEAT (Highly-integrated Electric Drive Train) bezeichnete Antriebseinheit (Motor, Inverter, Getriebe), die auch in anderen BMW-Modellen zum Einsatz kommt. Mit der Modellpflege 2025 werden Siliciumcarbid-Halbleiter im Wechselrichter eingesetzt.

### Karosserie

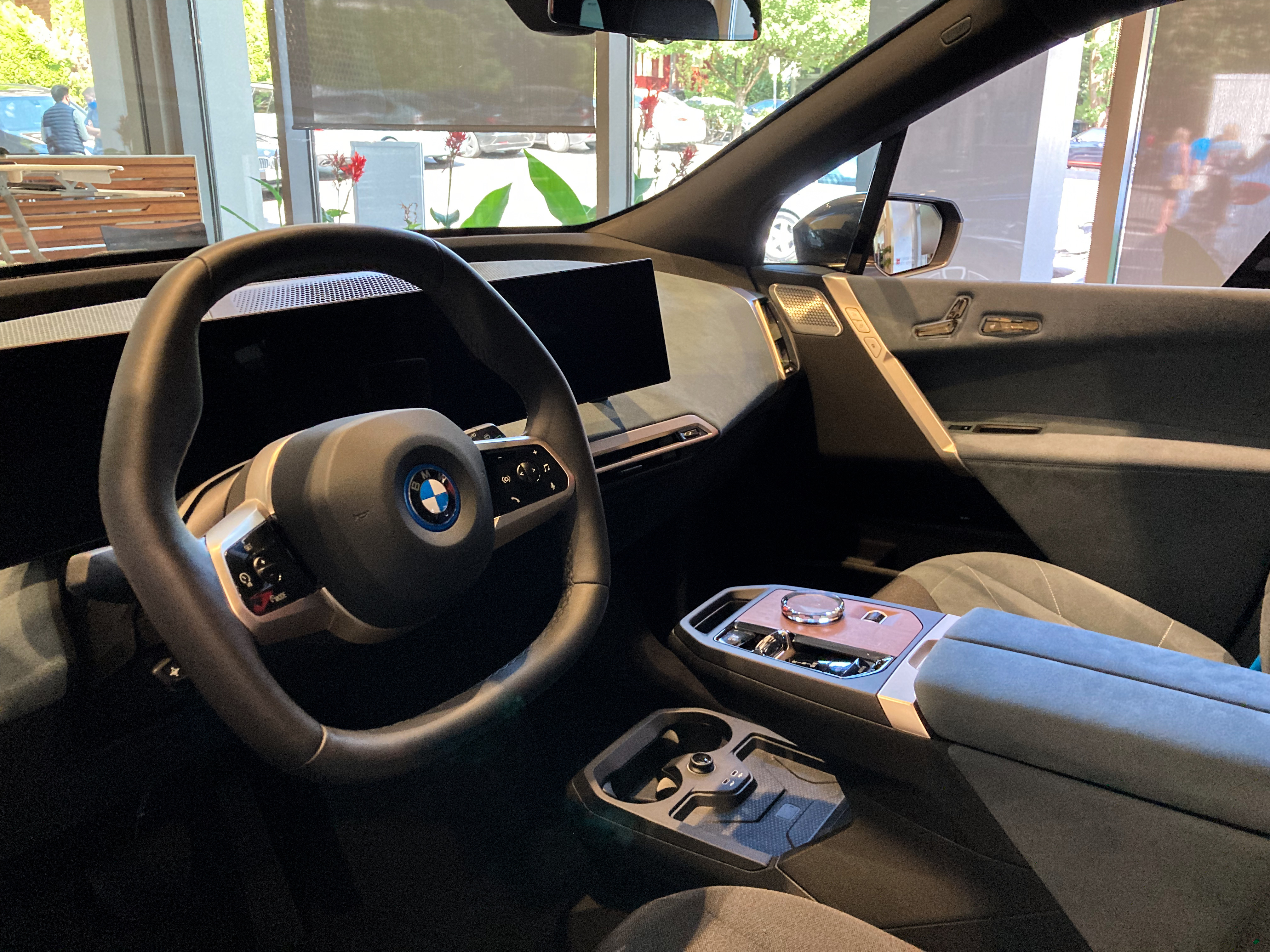
Innenraum

Mit einer Länge von 4,95 Metern ist der iX etwa so lang wie der BMW X5, hat aber mit 3 Metern etwas mehr Radstand. Für die Karosserie werden Aluminiumprofile und kohlenstofffaserverstärkter Kunststoff (CFK) verwendet. Dadurch wiegt er nicht mehr als der 19 cm kürzere Mercedes-Benz EQC.
Die Scheiben in den Türen sind rahmenlos. Das Fahrzeug hat einen Luftwiderstandsbeiwert (cw) von 0,25. Die BMW-Niere ist mehrschichtig lackiert, so dass die Sensorik dahinter nicht zu erkennen ist.
Auf Wunsch wird ein elektrochromes Panoramaglasdach eingebaut, dessen Lichtdurchlässigkeit sich den äußeren Bedingungen anpassen lässt.
Mit der Modellpflege 2025 erhält die Niere diagonale Streifen und es sind 23 Zoll große Räder erhältlich.

### Innenraum

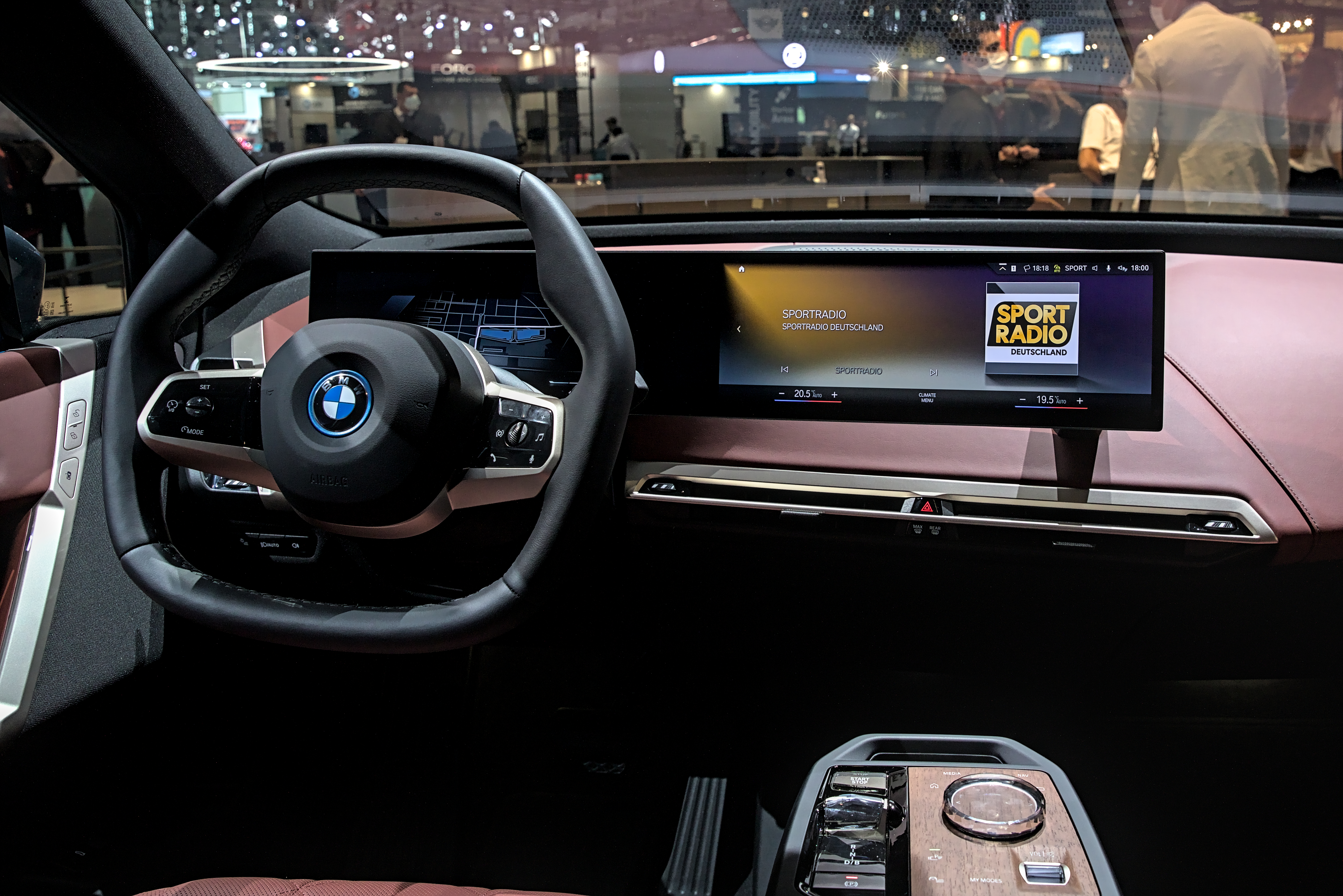
Armaturentafel

Für ein aufgeräumtes Bild im Innenraum wurde die Zahl der Schalter um die Hälfte verringert, wobei einiges versteckt, anderes sprachgesteuert ist. Lautsprecher sind nicht sichtbar eingebaut. Das Display des Armaturenbretts ist leicht gebogen („Curved Display“). Ähnlich der Studie hat der iX ein abgeflachtes Lenkrad, ähnlich wie in vielen Rennwagen. Da durch den elektrischen Antrieb auf den Mitteltunnel verzichtet werden kann, ergibt sich im Fond vergleichsweise viel Fußraum. Das M-Sportpaket (seit 2025) enthält ein rundes Lenkrad.

### Sicherheit
Im Herbst 2021 wurde das Fahrzeug vom Euro NCAP auf die Fahrzeugsicherheit getestet. Es erhielt fünf von fünf möglichen Sternen.

### Ladefähigkeit
Der iX kann über CCS mit Gleichstrom als xDrive 40 mit bis zu 150 kW, als xDrive 50 und M60 mit bis zu 195 kW geladen werden. So kann binnen etwa sechs Minuten Energie für eine Fahrstrecke von etwa 100 km (xDrive 50) eingespeist werden. Mit der Modellpflege 2025 wurde die Ladeleistung des kleinsten Modells (nun xDrive 45) auf 175 kW erhöht, für die höher positionierten Modelle blieb es bei 195 kW. Der M70 und die schwächeren Modelle können gegen Mehrpreis mit 22-kW-Wechselstrom geladen werden.

### Fahrwerk
Der iX hat vorn eine Doppelquerlenker-Achse, hinten eine Fünflenkerachse. Die elektrische Servolenkung hat eine variable Übersetzung. Eine Allradlenkung („Integral-Aktivlenkung“) sowie eine Sportbremsanlage sind auf Wunsch erhältlich.

### Autonomes Fahren
Der iX wird auch für autonomes Fahren auf Stufe 3 ausgelegt: Gegenüber bisherigen Modellen ist es durch eine höhere Rechenleistung möglich, ungefähr 20-mal größere Datenvolumen zu verarbeiten. Die Sensorik ist leistungsfähiger und mit dem Mobilfunkstandard 5G kompatibel. Von der benötigten Sensorik befindet sich viel hinter der BMW-Niere. Die Stufe 3 ist beim iX bis auf Weiteres noch nicht verfügbar. Sofern verfügbar wird sie zunächst nur auf bestimmten Autobahn-Abschnitten, bis maximal 60 km/h und bei Erkennung eines vorausfahrenden Fahrzeuges aktivierbar sein.

### Rekuperation
Der iX ist mit einer adaptiven und individuell dosierbaren Rekuperation ausgestattet. Auf Basis von Navigations- und Sensordaten der Fahrerassistenzsysteme wird bei der Annäherung an eine Kreuzung oder einen Kreisverkehr die Rekuperation automatisch erhöht. Die dadurch gleichzeitig gewonnene Energie fließt zurück in Hochvoltbatterie und steigert die verfügbare Reichweite. Für den Stadtverkehr kann die Rekuperationsleistung individuell so eingestellt werden, dass der iX ohne Betätigung des Bremspedals nahezu zum Stehen kommt.

## Design

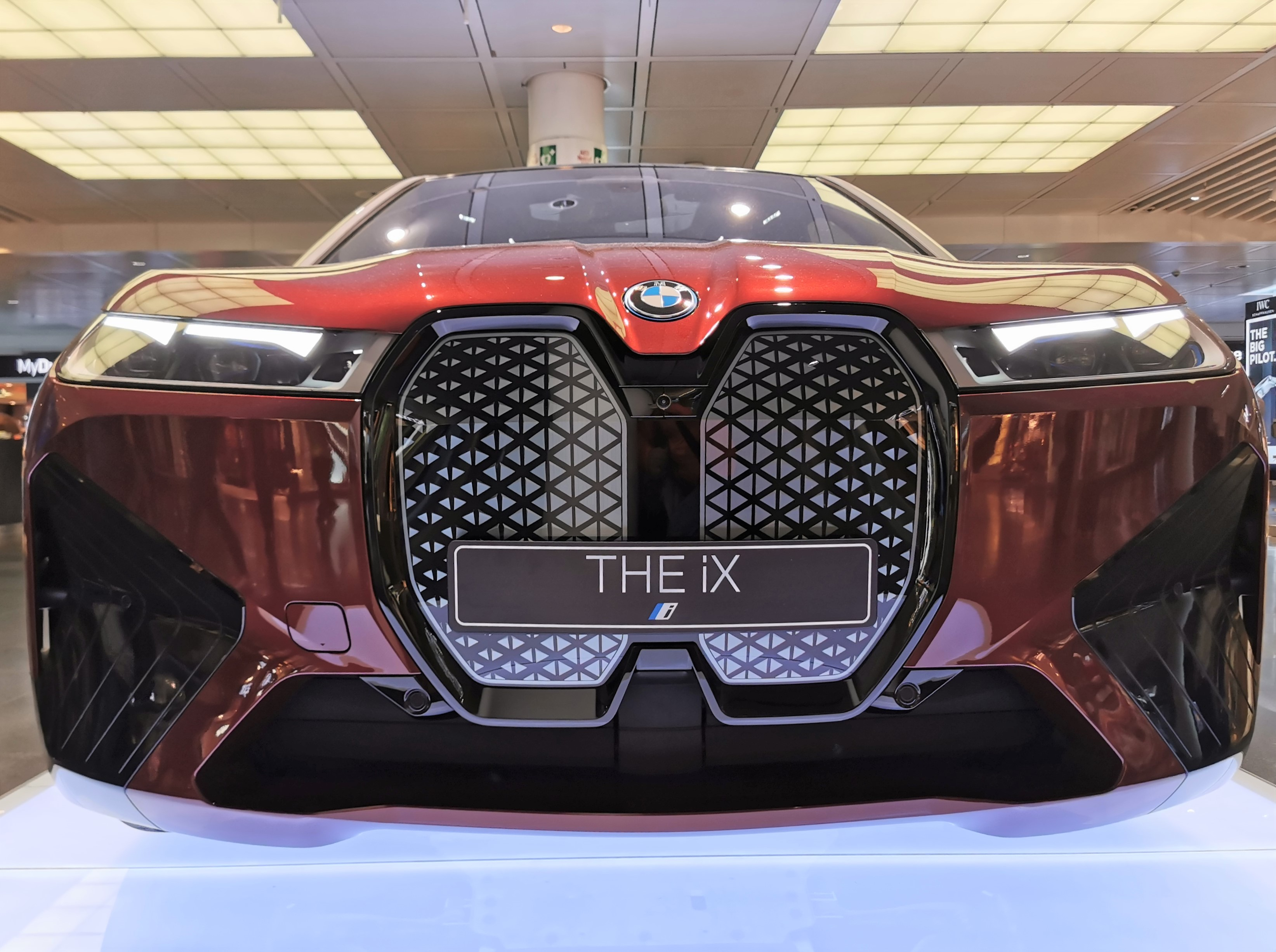
Frontansicht

Der iX fällt unter anderem „durch extrem schmale Scheinwerfer und einen riesigen und seltsam gestauchten Kühlergrill“ (welt.de) auf. Das Design wurde in den Medien viel diskutiert. Auf die Kritik reagierte BMW zunächst mit einem Werbefilm, der die Kritiker zitierte, dann am 16. November 2020 auf Twitter mit „OK, Boomer. Was ist dein Grund, dich nicht zu verändern?“ Etwa fünf Tage später entschuldigte sich BMW für diese Antwort.

## Nachhaltigkeit
Der iX soll ausschließlich mit erneuerbarer Energie hergestellt werden. Für die Elektromotoren werden keine Seltenen Erden, im Innenraum FSC-zertifiziertes Holz und mit natürlichen Mitteln oberflächenbehandeltes Leder sowie ein größerer Anteil Recyclingkunststoffe verwendet.

## Technische Daten
|                                                                     | iX xDrive40                                          | iX xDrive45                          | iX xDrive50                                          | iX xDrive60                          | iX M60                                              | iX M70                               |
| ------------------------------------------------------------------- | ---------------------------------------------------- | ------------------------------------ | ---------------------------------------------------- | ------------------------------------ | --------------------------------------------------- | ------------------------------------ |
| Bauzeitraum                                                         | 07/2021–01/2025                                      | seit 03/2025                         | 06/2022–01/2025                                      | seit 03/2025                         | 06/2022–01/2025                                     | seit 03/2025                         |
| Motorkenndaten                                                      |                                                      |                                      |                                                      |                                      |                                                     |                                      |
| Motorart                                                            | je ein Elektromotor vorne und hinten                 | je ein Elektromotor vorne und hinten | je ein Elektromotor vorne und hinten                 | je ein Elektromotor vorne und hinten | je ein Elektromotor vorne und hinten                | je ein Elektromotor vorne und hinten |
| Motortyp                                                            | zwei fremderregte Synchronmaschinen                  | zwei fremderregte Synchronmaschinen  | zwei fremderregte Synchronmaschinen                  | zwei fremderregte Synchronmaschinen  | zwei fremderregte Synchronmaschinen                 | zwei fremderregte Synchronmaschinen  |
| Motorcode                                                           | Vorderachse: HA0001N0 Hinterachse: HA0002N0          |                                      | Vorderachse: HA0002N0 Hinterachse: HA0004N0          |                                      | Vorderachse: HA0002N0 Hinterachse: HA0004N0         |                                      |
| max. Systemleistung                                                 | 240 kW (326 PS)                                      | 300 kW (408 PS)                      | 385 kW (523 PS)                                      | 400 kW (544 PS)                      | 397 kW (540 PS) (1)                                 | 485 kW (659 PS)                      |
| Dauerleistung (30 min) Elektromotor vorne                           | 50 kW (68 PS)                                        |                                      | k. A.                                                |                                      | k. A.                                               |                                      |
| Dauerleistung (30 min) Elektromotor hinten                          | 80 kW (109 PS)                                       |                                      | k. A.                                                |                                      | k. A.                                               |                                      |
| Dauerleistung (30 min) kombiniert                                   | 102 kW (139 PS)                                      |                                      | 140 kW (190 PS)                                      |                                      | 140 kW (190 PS)                                     |                                      |
| max. Systemdrehmoment                                               | 630 Nm                                               | 700 Nm                               | 765 Nm                                               | 765 Nm                               | 1015 Nm (2)                                         | 1015 Nm                              |
| Kraftübertragung                                                    |                                                      |                                      |                                                      |                                      |                                                     |                                      |
| Antrieb                                                             | Allradantrieb                                        | Allradantrieb                        | Allradantrieb                                        | Allradantrieb                        | Allradantrieb                                       | Allradantrieb                        |
| Getriebe                                                            | Festübersetzung Vorderachse: 8,77 Hinterachse: 11,12 |                                      | Festübersetzung Vorderachse: 8,77 Hinterachse: 11,12 |                                      | Festübersetzung Vorderachse: 8,77 Hinterachse: 8,77 |                                      |
| Messwerte                                                           |                                                      |                                      |                                                      |                                      |                                                     |                                      |
| Beschleunigung, 0–100 km/h                                          | 6,1 s                                                | 5,1 s                                | 4,6 s                                                | 4,6 s                                | 3,8 s                                               | 3,8 s                                |
| Höchstgeschwindigkeit                                               | 200 km/h (elektronisch begrenzt)                     | 200 km/h (elektronisch begrenzt)     | 200 km/h (elektronisch begrenzt)                     | 200 km/h (elektronisch begrenzt)     | 250 km/h (elektronisch begrenzt)                    | 250 km/h (elektronisch begrenzt)     |
| Leergewicht                                                         | 2440 kg                                              | 2525 kg                              | 2585 kg                                              | 2580 kg                              | 2670 kg                                             | 2655 kg                              |
| Zuladung                                                            | 645 kg                                               | 650 kg                               | 635 kg                                               | 640 kg                               | 565 kg                                              | 580 kg                               |
| Anhängelast ungebremst/gebremst:                                    | 750/2500 kg                                          | 750/2500 kg                          | 750/2500 kg                                          | 750/2500 kg                          | 750/2500 kg                                         | 750/2500 kg                          |
| Verbrauch auf 100 km (nach WLTP kombiniert)                         | 19,4–21,2 kWh                                        | 21,8–27,7                            | 19,5–21,2 kWh (3)                                    | 21,9–27,1 kWh                        | 21,9–24,7 kWh                                       | 23,5–27,4 kWh                        |
| Reichweite (nach WLTP)                                              | 408–436 km                                           | 490–602 km                           | 590–633 km                                           | 563–701 km                           | 501–564 km                                          | 521–600 km                           |
| Luftwiderstandsbeiwert (cw)                                         | 0,25                                                 | 0,25                                 | 0,25                                                 | 0,25                                 | 0,26                                                | 0,26                                 |
| Netto-Batteriekapazität (Lithium-Ionen-Akkumulator)                 | 74,4 kWh                                             | 94,8 kWh                             | 109,4 kWh                                            | 109,1 kWh                            | 107,7 kWh                                           | 108,9 kWh                            |
| Ladedauer AC 11 kW 100 % (Typ 2) Ladedauer DC (10 % bis 80 %) (CCS) | 7:30 h 31 min                                        | 9:45 h mit 22 kW 5 h 34 min          | 11 h 35 min                                          | 11:15h mit 22 kW 5:45 h 35 min       | 11 h 35 min                                         | 11:15h mit 22 kW 5:45 h 35 min       |

## Zulassungszahlen in Deutschland
Seit dem Marktstart 2021 bis einschließlich Juni 2025 sind in der Bundesrepublik Deutschland insgesamt 16.292 BMW iX neu zugelassen worden. Mit 5.094 Einheiten war 2023 das erfolgreichste Verkaufsjahr.
|  |

|  |

|  |

|  |

|  |

|  |

|  |

|  |

|  |

|  |

|  |

|  |

|  |

|  |

|  |

|  |

|  |

|  |

|  |

|  |

|  |

|  |

|  |

|  |

|  |

|  |

|  |

|  |

|  |

|  |

|  |

|  |

|  |

|  |

|  |

|  |

|  |

|  |

|  |

|  |

|  |

|  |

|  |

|  |

|  |

|  |

|  |

|  |

|  |

|  |

|  |

|  |

|  |

|  |

|  |

|  |

|  |

|  |

|  |

|  |

|  |

|  |

|  |

|  |

|  |

|  |

|  |

|  |

|  |

|  |

|  |

|  |

|  |

|  |

|  |

|  |

|  |

|  |

|  |

|  |

|  | Elektro (16.292) |

|  | Elektro (16.292) |